# Kristof Vliegen
Kristof Vliegen (* 22. Juni 1982 in Maaseik) ist ein ehemaliger belgischer Tennisspieler. Seit dem Jahr 2001 war er als Profi unterwegs. Er spielt rechtshändig.

## Karriere
Beim Turnier in Chennai erreichte er 2006 das Halbfinale. Im Mai 2006 zog er in München ins Finale ein, wo er gegen Olivier Rochus das erste belgische Herreneinzelfinale in der Geschichte der ATP Tour verlor. Vliegen erreichte in seiner Karriere insgesamt vier Finals, jeweils zwei in der Einzel- und Doppelkonkurrenz. Ein Turniersieg bei der ATP Tour blieb ihm jedoch verwehrt. Aufgrund anhaltender Verletzungsprobleme beendete Vliegen am 14. Juli 2011 seine Karriere.

## Davis Cup 2007
In der 1. Runde des Davis Cup 2007 war Kristof Vliegen der Garant für den 3:2-Sieg über Australien. Er bezwang Lleyton Hewitt mit 4:6, 6:4, 3:6, 6:3, 6:4 und holte schließlich gegen Chris Guccione, den er glatt mit 6:4, 6:4, 6:4 bezwang, den entscheidenden Punkt. Im Viertelfinale unterlag er am 6. April beim Spiel gegen Deutschland gegen Tommy Haas.

## Erfolge
| Legende                                     |
| Grand Slam                                  |
| ATP World Tour Finals                       |
| ATP World Tour Masters 1000                 |
| ATP World Tour 500                          |
| ATP International Series ATP World Tour 250 |
| ATP Challenger Tour (13)                    |

### Einzel

#### Turniersiege
| Nr. | Datum              | Turnier      | Belag         | Finalgegner           | Ergebnis       |
| --- | ------------------ | ------------ | ------------- | --------------------- | -------------- |
| 1.  | 25. August 2002    | Genf (1)     | Sand          | Galo Blanco           | 6:2, 6:2       |
| 2.  | 18. Mai 2003       | Zagreb       | Sand          | Rubén Ramírez Hidalgo | 6:1, 4:6, 6:0  |
| 3.  | 5. Oktober 2003    | Groningen    | Hartplatz (i) | Joachim Johansson     | 6:4, 6:4       |
| 4.  | 3. Februar 2008    | Breslau      | Hartplatz (i) | Jürgen Melzer         | 6:4, 3:6, 6:3  |
| 5.  | 24. August 2008    | Genf (2)     | Sand          | Juri Schtschukin      | 6:2, 6:1       |
| 6.  | 7. September 2008  | Düsseldorf   | Sand          | Andreas Beck          | 6:0, 6:3       |
| 7.  | 28. September 2008 | Grenoble     | Hartplatz (i) | Alexandre Sidorenko   | 6:4, 6:3       |
| 8.  | 1. März 2009       | Besançon     | Hartplatz (i) | Andreas Beck          | 6:2, 6:76, 6:3 |
| 9.  | 12. Juli 2009      | Scheveningen | Sand          | Albert Montañés       | 4:2 Aufgabe    |

#### Finalteilnahmen
| Nr. | Datum          | Turnier  | Belag     | Finalgegner       | Ergebnis  |
| --- | -------------- | -------- | --------- | ----------------- | --------- |
| 1.  | 5. Januar 2003 | Adelaide | Hartplatz | Nikolai Dawydenko | 2:6, 6:73 |
| 2.  | 7. Mai 2006    | München  | Sand      | Olivier Rochus    | 4:6, 2:6  |

### Doppel

#### Turniersiege
| Nr. | Datum           | Turnier      | Belag     | Partner                 | Finalgegner                            | Ergebnis      |
| --- | --------------- | ------------ | --------- | ----------------------- | -------------------------------------- | ------------- |
| 1.  | 26. März 2005   | Barletta     | Sand      | Tom Vanhoudt            | Lukáš Dlouhý Juri Schtschukin          | 6:4, 5:7, 7:5 |
| 2.  | 31. März 2007   | Sunrise      | Hartplatz | Konstantinos Economidis | Juan Martín del Potro Sebastián Prieto | 6:3, 6:4      |
| 3.  | 31. August 2008 | Freudenstadt | Sand      | Dick Norman             | Rainer Eitzinger Armin Sandbichler     | 6:3, 6:3      |
| 4.  | 1. Mai 2010     | Tunis        | Sand      | Jeff Coetzee            | Jamie Cerretani Adil Shamasdin         | 7:63, 6:3     |

#### Finalteilnahmen
| Nr. | Datum            | Turnier   | Belag     | Partner        | Finalgegner               | Ergebnis           |
| --- | ---------------- | --------- | --------- | -------------- | ------------------------- | ------------------ |
| 1.  | 15. Oktober 2006 | Stockholm | Hartplatz | Olivier Rochus | Paul Hanley Kevin Ullyett | 6:72, 4:6          |
| 2.  | 25. Juli 2010    | Atlanta   | Hartplatz | Rohan Bopanna  | Scott Lipsky Rajeev Ram   | 3:6, 7:64, [10:12] |

## Grand-Slam-Bilanz
| Turnier         | Karriere | 2003 | 2004 | 2005 | 2006 | 2007 | 2008 | 2009 | 2010 |
| --------------- | -------- | ---- | ---- | ---- | ---- | ---- | ---- | ---- | ---- |
| Australian Open | 3:5      | -    | -    | -    | 3R   | 1R   | 2R   | 1R   | 1R   |
| French Open     | 3:7      | -    | 1R   | 2R   | 1R   | 3R   | 1R   | 1R   | 1R   |
| Wimbledon       | 3:6      | -    | 1R   | -    | 2R   | 2R   | 1R   | 2R   | 1R   |
| US Open         | 0:5      | 1R   | 1R   | -    | 1R   | 1R   | -    | -    | 1R   |